# Ioan Iacob (învățător)
Ioan Iacob (n. 10 aprilie 1891, Nirașteu (Ungheni) – d. 15 iulie 1969, Reghin) a fost un deputat în Marea Adunare Națională de la Alba Iulia, organismul legislativ reprezentativ al „tuturor românilor din Transilvania, Banat și Țara Ungurească”, cel care a adoptat hotărârea privind Unirea Transilvaniei cu România, la 1 decembrie 1918.:p. 77

## Biografie
Născut în  localitatea Nirașteu (Ungheni), comitatul Mureș, în anul 1891, de confesiune greco-catolică, Ioan Iacob a urmat studiile la Institutul Pedagogic din Blaj. Ajunge învățător la Cuteiuș,  comitatul Cluj în perioada 1913-1918, apoi la școala din Lăureni, județul Mureș. La data de 8 decembrie 1918 este ales notar al Consiliului Național Român din Miercurea Nirajului. Începând cu anul 1919 a fost numit învățător la școala primară de stat Mihai Eminescu din Târgu Mureș, iar din 1934 este directorul acestei școli. Își găsește sfârșitul la data de 15 iulie 1969.

## Activitatea politică
A fost ales ca delegat titular al cercului electoral  Miercurea Nirajului, la Marea Adunare Națională de la Alba Iulia de la 1 decembrie 1918.:p.255- 256